# Peucedanum olifantianum
Peucedanum olifantianum är en flockblommig växtart som först beskrevs av Koso-pol., och fick sitt nu gällande namn av Minosuke Hiroe. Peucedanum olifantianum ingår i släktet siljor, och familjen flockblommiga växter. Inga underarter finns listade i Catalogue of Life.